# کاشیوا، آئوموری
کاشیوا، آئوموری (به لاتین: Kashiwa) یک منطقهٔ مسکونی در ژاپن است که در ناحیه توهوکو واقع شده‌است. کاشیوا ۵٬۱۵۸ نفر جمعیت دارد.